# Гротовиці (Кутновський повіт)
Гротовиці (пол. Grotowice) — село в Польщі, у гміні Опорув Кутновського повіту Лодзинського воєводства.
У 1975-1998 роках село належало до Плоцького воєводства.